# Manden på bjerget
Manden på bjerget è un documentario del 1995 diretto da Sten Baadsgaard e basato sulla vita del pittore danese Kurt Trampedach.